# Környe–Pápa-vasútvonal
A Környe–Pápa vasútvonal a MÁV 13-as számú mellékvonala a Közép- és Nyugat-Dunántúlon. Környe és Pápa között 2007. március 4-én szűnt meg a személyforgalom. Teherforgalmi célból, valamint elkerülő, mentesítő vonalként fenntartják. Ma már csak a Veszprémvarsány-Franciavágás szakasz járható. A Kisbér és Bakonybánk közötti 10,8 kilométeres szakasz legkésőbb 2017-re járhatatlan állapotba került. A Pápa és Ugod közötti részt (12 km) a Pápai repülőtér kifutópályájának meghosszabbítása vágta ketté.

## Építése
1901-ben, Mandel Gyula, Hoffmann Sándor és Quittner Vilmos, budapesti vállalkozók tervezték megépíteni, hogy a környékbeli földekről a búza, fa és élőállatok szállítását megkönnyítsék. A magyar királyi kereskedelem- és közlekedésügyi miniszter 1902-ben adott engedélyt a vonal építésére. A vasútvonal ezt követően rekordsebességgel épült meg, 1902. szeptember 12-re, 11 felvételi épülettel, 6 raktárral, 6 gabonaszínnel, 12 nyitott rakodóval, valamint 11 állomási és 21 nyílt vonali őrházzal.

## Működése, állapota
A vonal egykori nagy áruforgalma[forrás?] mára gyakorlatilag megszűnt. Az utasforgalom megszüntetése előtt a személyforgalma is igen gyér volt, a szolgálatot napi 6 pár Bzmot motorkocsi látta el, vasárnap este mellékkocsikkal csatolva a diákokra való tekintettel.
Veszprémvarsányban és Kisbéren volt átszállási lehetőség a Győr–Veszprém, illetve a Székesfehérvár–Komárom-vasútvonalon közlekedő személyvonatokra. Néhány állomáson csatlakozó buszjáratok szállították tovább az utasokat a vonaltól távolabb fekvő települések, Bakonyság, Szákszend irányába.
A vonalon a pályasebesség 40 és 50 km/h, a felépítmény túlnyomórészt 34,5 kg-os, „c” sínekből épült, amelyek jellemzően vasbetonaljakon fekszenek.

## A pálya állapota
Az alábbi táblázatban a VPE (Vasúti Pályakapacitás Elosztó Kft.) menetvonalak kiadásához szükséges sebességelosztásai láthatóak, szakaszokra vetítve. A kimutatásból látszik, hogy a pálya Kisbér és Bakonybánk között 10,8 km-en gyakorlatilag járhatatlan.
| Kezdőpont  | Végpont    | Táv (km) | Sebesség (km/h) |
| ---------- | ---------- | -------- | --------------- |
| Környe     | Kisbér     | 28,508   | 50              |
| Kisbér     | Bakonybánk | 10,799   | 0               |
| Bakonybánk | Pápa       | 46,184   | 50              |

Az alábbi táblázatban a VPE menetvonalak kiadásához szükséges tengelyterhelés elosztásai láthatóak, szakaszokra vetítve.
| Kezdőpont | Végpont | Táv (km) | Tengelyterhelés (t) |
| --------- | ------- | -------- | ------------------- |
| Környe    | Kisbér  | 28,508   | 17                  |
| Kisbér    | Pápa    | 56,973   | 18,5                |

## Napjainkban

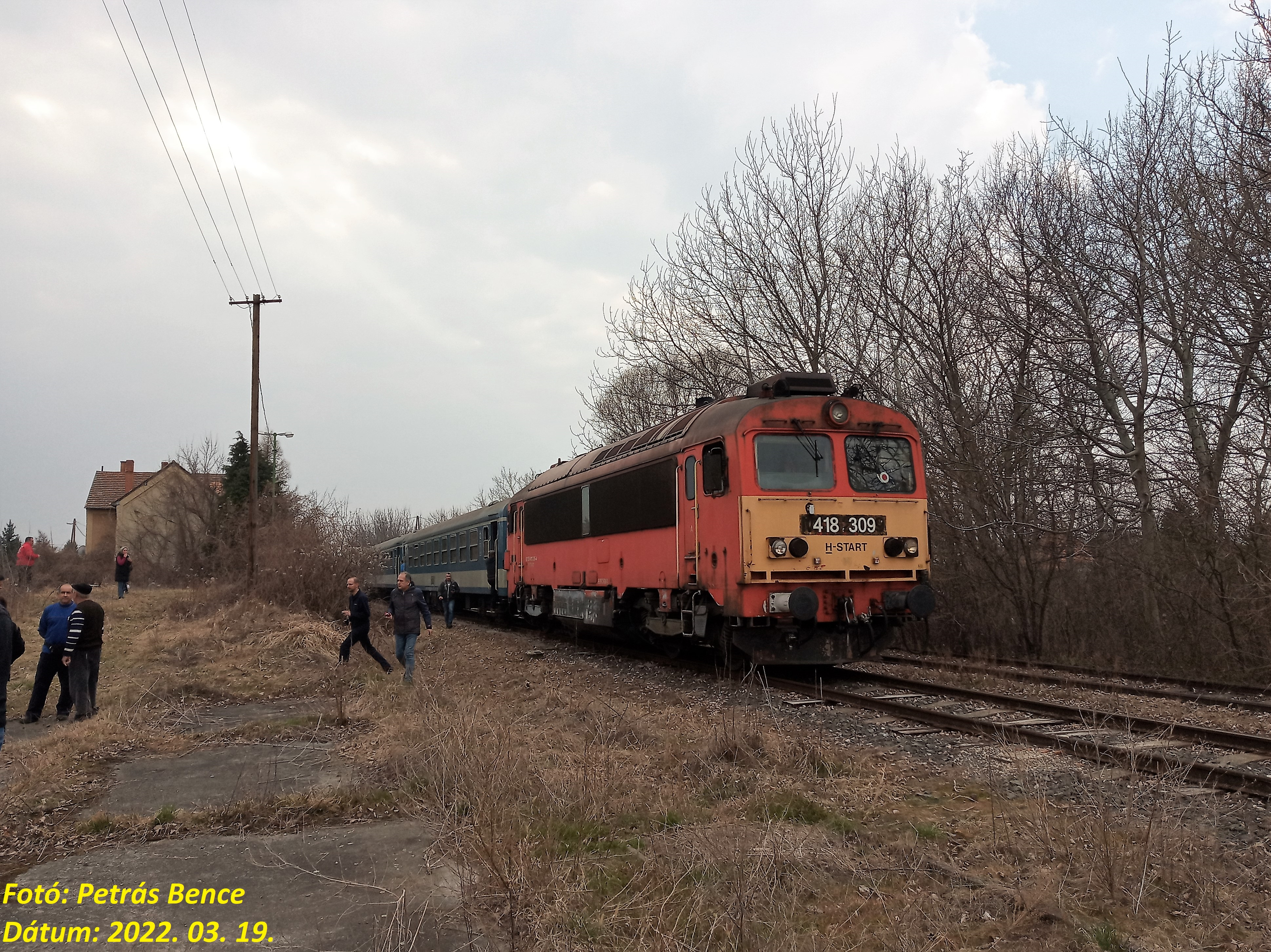
418 309 (M41 2309) a Bakonyvasút különvonatával Ugod állomáson, 2022. március 19-én.

A Gazdasági és Közlekedési Minisztérium felmérése alapján átlagosan 18 ember utazott egy-egy vonaton, így a vonal bezárása mellett döntöttek.
2007. március 4-től a személyvonatokat 6 pár autóbusszal váltották ki, melyek azonban nem örvendtek túl nagy népszerűségnek, így a Bakony Volán hamarosan megszüntette a járatokat. Tatabánya irányából az Oroszlányi hőerőmű részbeni (fa) tüzelőanyag ellátása történik. A Tatabánya-Környe szakaszon a személyforgalom változatlan, a Tatabánya–Oroszlány-vasútvonal személyvonatai használják. A pályát 2021-ben Franciavágás és Veszprémvarsány között felújították. Így 2022-ben ez a szakasz 20 km/h-val, a Franciavágás és Pápa közötti pedig 10 km/h-val járható. Az utóbbi egy részét a pápai repülőtér kifutópályájának meghosszabbítása miatt felszedték, ennek következtében a heti három alkalommal közlekedő tehervonatok már csak Veszprémvarsány felől közelíthetik meg a franciavágási fűrészüzemet. Egy 2022 szeptemberi kormányhatározat 363 millió forintot biztosít a bontásra. A Franciavágás–Pápa közötti szakaszt 2022. április 1-jén zárták ki a forgalomból. A vonalszakaszon az utolsó személyszállító vonatok a Cuha-völgyi Bakonyvasút Szövetség, és a Kunsági Vasúttúra nevű vasútbarát csoport által szervezett különmenetként 2022. március 19-én és 26-án közlekedtek. A vonatok Győr–Veszprémvarsány–Pápa (oda-vissza) viszonylatban közlekedtek a 418 309 (M41 2309)-es pályaszámú dízelmozdony által továbbítva, 3 By és 1 BDdh sorozatú személykocsiból kiállítva.

## Balesetek
A vonal történetében eddig egyetlen vasúti baleset történt: 1991. április 12-én este a Tatabánya felől érkező Bzmot 072+Bdzx összeállítású szerelvényvonat Bakonytamási és Pápateszér között ütközött a Pápa felől érkező M47 2058 számú mozdony vontatta személyvonattal. A balesetben a Bzmot rágyűrődött az M47-es rövidebb végére. A baleset után az M47 2058 M47 2158-ként folytatta pályafutását, a Bzmot 072-t 1991. Novemberében selejtezték.